# Stomatodexia longitarsis
Stomatodexia longitarsis là một loài ruồi trong họ Tachinidae.